# Cuidao por ahí
«Cuidao por ahí» es una canción del cantante colombiano J Balvin y el cantante puertorriqueño Bad Bunny. Se lanzó el 23 de agosto de 2019 como el cuarto sencillo de su álbum colaborativo Oasis. La revista Billboard la calificó como la 33a mejor canción del 2019.

## Composición
La canción contiene un «ritmo amenazador, a veces inquietante», con J Balvin liderando las primeras líneas, «cantando y cantando en un registro mucho más bajo de lo habitual», seguido de la «voz más alta» de Bad Bunny. Billboard llamó a la canción un «interruptor musical cuyo éxito subraya cuán bien estos dos trabajan juntos», y afirmó que si Bad Bunny es el «chico malo» en Oasis, entonces «Cuidao por ahí» es un cambio de roles.

## Vídeo musical
El video musical de «Cuidao por ahí» se estrenó el 23 de agosto de 2019 y fue dirigido por Colin Tilley. Sus imágenes y dirección extrañas fueron notadas por varios periodistas.

## Rendimiento comercial
Al igual que el resto de las canciones de Oasis, logró aparecer en la lista Billboard Hot Latin Songs, alcanzando la posición número veintiocho. La canción logró el disco de oro entregado por Recording Industry Association of America (RIAA).

## Posicionamiento en listas
| Listas (2019)                    | Mejor posición |
| -------------------------------- | -------------- |
| Argentina (Argentina Hot 100)    | 60             |
| España (PROMUSICAE)              | 61             |
| Estados Unidos (Hot Latin Songs) | 28             |

## Certificaciones
| País (organismo certificador) | Certificación | Unidades certificadas |
| ----------------------------- | ------------- | --------------------- |
| Estados Unidos (RIAA)         | Oro           | 30 000                |